# Koşuyolu, Savur
Koşuyolu là một xã thuộc huyện Savur, tỉnh Mardin, Thổ Nhĩ Kỳ. Dân số thời điểm năm 2010 là 427 người.